# Den Roeland

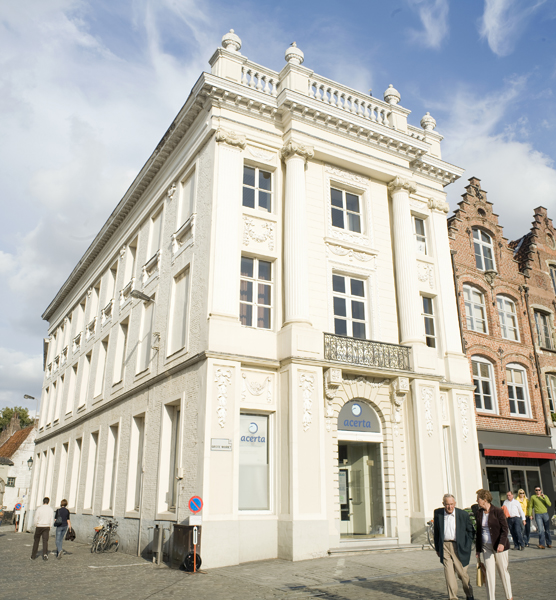
Den Roeland op de Grote Markt

Den Roeland of het Roelandpaleis is een voormalig stadspaleis op de Grote Markt in de Belgische stad Kortrijk. Dit gebouw stond later bekend als Hooghuis en sinds de 20ste eeuw als de Patria en is een opvallend classicistisch stadspaleis.

## Geschiedenis
In de 14de eeuw stond op deze plek een lombarsteen of bank van lening. Het was een van de zeldzame gebouwen die niet vernield werden door de brand van 1382. In 1570 werd De Roeland door de stad aangekocht om te dienen als school van de H. Geest van arme knechtjes. Het was het oudste gebouw van Kortrijk, toen het in de 18de eeuw gesloopt werd voor een nieuwbouw in classicistische stijl. Het werd in die eeuw gebruikt als hoofdkwartier van de Engelsen, legerhospitaal, geuzentempel, pakhuis enz. Den Roeland op de Grote Markt 19 werd vermoedelijk ontworpen door de Gentse architect J. Colin.
In de tweede helft van de 19de eeuw woonde er een notaris. De Nieuwe Katholiek Kring, die zich richtte tot de burgerij, vestigde er zich in 1924. Het gebouw kreeg toen de benaming Patria. Later vestigde er zich een café met dezelfde naam in. In 1979 werd het gebouw gerestaureerd. Het is beschermd als monument sinds 1983.

## Architectuur
Het gebouw rust op een 13e-eeuwse rechthoekige kelder. De bakstenen gewelven rusten hier op zuilen van Doornikse steen. De voorgevel bestaat uit een vooruitspringende middenpartij van een travee, geflankeerd door twee gecanneleerde zuilen met Ionische kapitelen, en twee zijpartijen van een travee met op de randen twee gecanneleerde pilasters met eveneens Ionische kapitelen. Deze zuilen en pilasters van de kolossale orde op basementen dragen de architraaf en de kroonlijst met korbelen, bekroond met balustrade en siervazen als attiek. In de middenpartij, bezet met de onvermijdelijke bosschage, steekt de rondafgebogen ingang met bovenlicht. Hierboven verleent een dubbele deur toegang tot het balkon met sierlijk hek, gedragen door twee zware consoles. Op de tweede verdieping is het venster met decoratief stucwerk omlijst. In de zijpartijen zijn de panelen boven de vensters met draperieën en vruchtenslingers opgesmukt.
De zijgevel beslaat negen traveeën, waarvan alleen de borstweringen van de vensters op de tweede verdieping met vruchtenslingers versierd zijn. Alle vensters evenwel zijn met platte banden omraamd. De plint bestaat uit blokken natuursteen en het schilddak is met schaliën bedekt.

## Interieur
Het centrale portaal op het gelijkvloers geeft rechtstreeks toegang tot de Grote zaal. In deze zaal worden de wanden met houten lambrisering geritmeerd door de getoogde vensters en de muurdammen met rondbogige panelen die in oorsprong schilderijen bevatten en geflankeerd worden door gecanneleerde pilasters met bladkapitelen en eierlijst met daarboven panelen met vaasmotief. Achter deze Grote Zaal bevindt zich aansluitend een salon, eveneens met bepleisterde wanden en een plafond met een rozet van acanthusbladeren. Ook hier wordt de ruimte versierd met een wandritmering door gecanneleerde pilasters met telkens een Ionisch kapiteel. De westelijke wand wordt gemarkeerd door een rondboognis. Het derde salon wordt gekenmerkt door een gelijkaardige aankleding en door een marmeren schouw met spiegel.
Op de eerste verdieping bevindt zich langs de voorzijde een grote zaal die getypeerd wordt door de grote muurvlakken die bekleedt zijn met ingespannen wandschilderingen op doek, die idyllische taferelen voorstellen. Het tafereel met rustende koeien en schapen dateert van 1925 en zou geschilderd zijn door A. Caullet en vervangt een beschadigd doek. De schilderijen werden in 1982 gereinigd. De wand aan de straatzijde wordt gemarkeerd door twee rondboognissen die het venster flankeren. Ze worden afgelijnd door twee vlakke pilasters met eenvoudig kapiteel met vergulde groeven. Ook de achterliggende kleinere ruimtes zijn versierd met bepleisterde en beschilderde wanden en plafonds. Het vierde salon heeft een Empire-aankleding met stucwerk boven de schouwboezem en een driehoekig fronton boven de deur.